# Nonhyeon (metropolitana di Seul)
Nonhyeon (논현역 - 論峴驛, Nonhyeon-nyeok ) è una stazione della metropolitana di Seul servita dalla linea 7 della metropolitana di Seul. Si trova nel quartiere di Gangnam-gu, a sud-est rispetto al centro della città.

## Linee
Seoul Metro
● Linea 7 (Codice: 732)

## Struttura
La stazione è realizzata sottoterra, e possiede due banchine laterali, con due binari con porte di banchina a piena altezza situati al terzo piano sotterraneo. Sono presenti 8 uscite in superficie.
| Direzione Jangam            | ● Linea 7 | per Cheongdam, Geondae-ipgu, Sangbong, Nowon e Jangam   |
| Direzione Bupyeong-gucheong | ● Linea 7 | per Express Bus Terminal, Isu, Onsu e Bupyeong-gucheong |

## Stazioni adiacenti
| «       | Servizio | »       |
| Linea 7 | Linea 7  | Linea 7 |
| ------- | -------- | ------- |
| Hakdong | -        | Banpo   |